# Aegon Classic 2014
AEGON Classic 2014 — жіночий тенісний турнір, що проходив на відкритих кортах з трав'яним покриттям. Це був 33-й за ліком турнір. Належав до категорії Premier у рамках Туру WTA 2014. Відбувся в Edgbaston Priory Club у Бірмінгемі (Англія). Тривав з 9 до 15 червня 2014. Перша сіяна Ана Іванович здобула титул в одиночному розряді.

## Очки і призові

### Розподіл очок
| Дисципліна       | П   | Ф   | ПФ  | ЧФ  | 1/8 | 1/16 | 1/32 | Q   | Q2  | Q1  |
| Одиночний розряд | 470 | 305 | 185 | 100 | 55  | 30   | 1    | 25  | 13  | 1   |
| Парний розряд    | 470 | 305 | 185 | 100 | 1   | Н/Д  | Н/Д  | Н/Д | Н/Д | Н/Д |

### Розподіл призових грошей
Сукупний гарантований призовий фонд турніру становив $710,000
| Дисципліна       | П        | F       | ПФ      | ЧФ      | 1/8    | 1/16   | 1/32   | Q2     | Q1   |
| Одиночний розряд | $120,000 | $64,000 | $31,510 | $16,200 | $8,400 | $4,300 | $2,200 | $1,000 | $600 |
| Парний розряд    | $38,000  | $20,000 | $11,000 | $5,600  | $3,035 | Н/Д    | Н/Д    | Н/Д    | Н/Д  |

## Учасниці основної сітки в одиночному розряді

### Сіяні
| Країна      | Гравчиня             | Рейтинг1 | Сіяна |
| ----------- | -------------------- | -------- | ----- |
| Сербія      | Ана Іванович         | 12       | 1     |
| Австралія   | Саманта Стосур       | 18       | 2     |
| США         | Слоун Стівенс        | 19       | 3     |
| Бельгія     | Кірстен Фліпкенс     | 22       | 4     |
| Чехія       | Луціє Шафарова       | 24       | 5     |
| Чехія       | Клара Коукалова      | 30       | 6     |
| Словаччина  | Даніела Гантухова    | 31       | 7     |
| Словаччина  | Магдалена Рибарикова | 34       | 8     |
| КНР         | Ч Шуай               | 36       | 9     |
| Сербія      | Бояна Йовановські    | 37       | 10    |
| США         | Медісон Кіз          | 40       | 11    |
| Пуерто-Рико | Моніка Пуїг          | 41       | 12    |
| Франція     | Каролін Гарсія       | 43       | 13    |
| Японія      | Курумі Нара          | 44       | 14    |
| США         | Алісон Ріск          | 45       | 15    |
| Австралія   | Кейсі Деллаква       | 48       | 16    |

- 1 Рейтинг подано станом на 26 травня 2014

### Інші учасниці
Нижче наведено учасниць, які отримали вайлд-кард на участь в основній сітці:
- Наомі Броді
- Джоанна Конта
- Гезер Вотсон

Нижче наведено гравчинь, які пробились в основну сітку через стадію кваліфікації:
- Елені Даніліду
- Кейті Данн
- Вікторія Дувал
- Ірина Фалконі
- Людмила Кіченок
- Надія Кіченок
- Таміра Пашек
- Александра Возняк

Гравчиня, що потрапила в основну сітку як щасливий лузер:
- Тімеа Бабош

### Знялись з турніру
До початку турніру
- Ежені Бушар → її замінила  Алісон ван Ейтванк
- Сорана Кирстя → її замінила  Кіміко Дате
- Ірина Фалконі (вірусне захворювання) → її замінила  Тімеа Бабош
- Карін Кнапп → її замінила  Мона Бартель
- Сабіне Лісіцкі (травма зап'ястка) → її замінила  Петра Цетковська
- Івонн Мейсбургер → її замінила  Шахар Пеєр
- Цветана Піронкова → її замінила  Заріна Діяс

### Завершили кар'єру
- Кейті Данн (травма стегна)[2]

## Учасниці основної сітки в парному розряді

### Сіяні
| Країна    | Гравчиня          | Країна    | Гравчиня            | Рейтинг1 | Сіяна |
| --------- | ----------------- | --------- | ------------------- | -------- | ----- |
| Зімбабве  | Кара Блек         | Індія     | Саня Мірза          | 18       | 1     |
| Австралія | Ешлі Барті        | Австралія | Кейсі Деллаква      | 29       | 2     |
| США       | Ракель Копс-Джонс | США       | Абігейл Спірс       | 32       | 3     |
| Росія     | Алла Кудрявцева   | Австралія | Анастасія Родіонова | 40       | 4     |

- 1 Рейтинг подано станом на 26 травня 2014

### Інші учасниці
Нижче наведено пари, які отримали вайлдкард на участь в основній сітці:
- Наомі Броді /  Гезер Вотсон

## фінали

### Одиночний розряд
- Ана Іванович —   Барбора Стрицова, 6–3, 6–2

### Парний розряд
- Ракель Копс-Джонс /  Абігейл Спірс —  Ешлі Барті /  Кейсі Деллаква, 7–6(7–1), 6–1